# Шияни (Бєлгородська область)
Шияни (рос. Шияны) — хутір у Ровенському районі Бєлгородської області Російської Федерації. Належить до міського поселення «Селище Ровеньки».

## Географія
Шияни розташовані за 7 км. від районного центру міста Ровеньки — 7 км, та  — 179 км. від обласного центру міста Бєлгород.
Хутір Шияни є частиною українських етнічних земель Слобожанщини.

## Клімат
У Шиянах помірно-континентальний клімат з досить м'якою зимою й тривалим літом.
| Кліматограма Шияни                                                   | Кліматограма Шияни | Кліматограма Шияни | Кліматограма Шияни | Кліматограма Шияни | Кліматограма Шияни | Кліматограма Шияни | Кліматограма Шияни | Кліматограма Шияни | Кліматограма Шияни | Кліматограма Шияни | Кліматограма Шияни |
| -------------------------------------------------------------------- | ------------------ | ------------------ | ------------------ | ------------------ | ------------------ | ------------------ | ------------------ | ------------------ | ------------------ | ------------------ | ------------------ |
| С                                                                    | Л                  | Б                  | К                  | Т                  | Ч                  | Л                  | С                  | В                  | Ж                  | Л                  | Г                  |
| 0 −10 −14                                                            | 0 −9 −12           | 0 5 −6             | 0 18 −2            | 0 26 9             | 0 26 13            | 0 28 16            | 0 29 15            | 0 22 9             | 0 13 3             | 0 3 −5             | 0 −11 −12          |
| Середня макс. і мін. температури повітря (°C) Атмосферні опади (мм), |                    |                    |                    |                    |                    |                    |                    |                    |                    |                    |                    |

## Історія
Хутір заснований вихідцями з України у XVIII ст.

## Населення
| 2002 | 2010  |
| 219  | ▼ 173 |